# Men in Black: A Hardcore Parody
Men in Black: A Hardcore Parody  ist eine Porno-Parodie aus dem Jahr 2012 über die Filmreihe Men in Black. Regie führte Brad Armstrong, der auch das Drehbuch schrieb.

## Handlung
Wie bei den Hardcore-Porn-Parodien üblich basiert der Film nur lose auf dem Franchise.
Die beiden Agenten Lay und Jay versuchen Aliens einzufangen und erleben dabei sexuelle Abenteuer und machen die Welt zu einem sichereren sexualisierteren Ort. Die beiden Agenten untersuchen das Verschwinden von verschiedenen Erdenfrauen im Weltall. Um dem mysteriösen Verschwinden auf die Schliche zu kommen, verwandelt sich Jay in die gutaussehende Mitsy Stone. Im Verlauf der Handlung kommt es zu mehreren Sexszenen, die um „außerirdische“ Kostümierungen angereichert werden oder fantastische Elemente enthalten. So trägt Xander Corvus in seiner Sexszene mit Alektra Blue einen zweiten Kopf.
- Szene 1: India Summer, Ethan Hunt
- Szene 2: Mia Lelani, Nicole Aniston
- Szene 3: Mia Lelani, Nicole Aniston, Brad Armstrong
- Szene 4: Alektra Blue, Xander Corvus
- Szene 5: Kaylani Lei, Randy Spears
- Szene 6: Misty Stone
- Szene 7: Isis Taylor, Tommy Pistol

Nachdem Jay und Kay alle verschwundenen Erdenfrauen gefunden haben, kommt es zu einem Gangbang.
- Szene 8: Alektra Blue, India Summer, Jessica Drake, Kaylani Lei, Misty Stone, Eric Masterson, Jack Vegas, Marco Rivera, Randy Spears, Tommy Gunn

## Produktion und Veröffentlichung
Produziert und vermarktet wurde der Film von Wicked Pictures. Der Film ist nach dem sehr erfolgreichen The Rocki Whore Picture Show: A Hardcore Parody die zweite Porno-Parodie von Wicked Pictures. Die Regie und das Drehbuch übernahm Brad Armstrong. Die Erstveröffentlichung fand am 27. Juni 2012 in den Vereinigten Staaten statt.
Die beiden Protagonisten der MIB-Reihe Tommy Lee Jones als Kay und Will Smith als Jay werden im Pornofilm durch Randy Spears und Ethan Hunt nachgestellt.

## Kritiken
In der Pornoindustrie wurde der Film sehr gut aufgenommen. Christina von AIP Daily vergab fünf von fünf Sternen und bezeichnete den Film als ein rares Beispiel für eine gute Porno-Parodie. Auf XCritic lobte Rezensent Don Huston die Ausstattung, die Besetzung und die ungewöhnlich umgesetzten Sexszenen.

## Nominierungen
- AVN Awards, 2013
  - Winner: Best Makeup
  - Winner: Best Special Effects
  - Nominee: Most Outrageous Sex Scene, Brad Armstrong, Mia Lelani, Nicole Aniston
  - Nominee: Best Actor, Randy Spears
  - Nominee: Best DVD Extras
  - Nominee: Best Packaging
  - Nominee: Best Editing
  - Nominee: Best Parody: Comedy
  - Nominee: Best Solo Sex Scene, Misty Stone
  - Nominee: Best Art Direction
  - Nominee: Best Director: Parody, Brad Armstrong
  - Nominee: Best Supporting Actor, Brad Armstrong
  - Nominee: Best Supporting Actress, Misty Stone

- RogReviews’ Critics Choice Awards, 2012
  - Nominee: Best Feature

- Sex Awards, 2013
  - Nominee: Adult Parody of the Year

- XBiz Awards, 2013
  - Nominee: Best Actor – Parody Release, Randy Spears
  - Nominee: Best Non-Sex Acting Performance, James Bartholet
  - Nominee: Best Scene – Parody Release, Alektra Blue, Xander Corvus
  - Nominee: Best Art Direction
  - Nominee: Best Actress – Parody Release, Misty Stone
  - Nominee: Best Special Effects
  - Nominee: Parody Release of the Year: Comedy
  - Nominee: Best Editing
  - Nominee: Director of the Year – Parody, Brad Armstrong

- XRCO Awards, 2013
  - Nominee: Best Parody: Comedy